# Hypersplenismus
Der Hypersplenismus ist eine Komplikation der Splenomegalie. Durch Vergrößerung der Milz steigt ihre funktionelle Kapazität über das notwendige Maß hinaus an.

## Pathophysiologie
Eine zu große Milz steigert die Elimination von Erythrozyten (rote Blutzellen), Leukozyten (weiße Blutzellen) und Thrombozyten (Blutplättchen) aus dem peripheren Blut teilweise erheblich, so dass eine Panzytopenie (Zellarmut) resultiert. Die einzelnen Zelllinien sind dabei mehr oder weniger stark betroffen. Eine Anämie (hier Anaemia splenica, 1882 von Guido Banti beschrieben) kann regelmäßige Bluttransfusionen erfordern, eine Thrombozytopenie erhöht die Blutungsneigung, eine Leukozytopenie führt zu einer erhöhten Anfälligkeit für Infektionen.

## Therapie
Die Milz ist kein lebensnotwendiges Organ. Daher besteht bei Vorliegen von schwerwiegenden und beständigen Komplikationen im Sinne eines Hypersplenismus die Indikation zur Splenektomie (Milzentfernung).
Dadurch entfällt die Notwendigkeit wiederholter regelmäßiger Bluttransfusionen bei einer durch Hypersplenismus bedingten Anämie, eine eventuell vorliegende Thrombozytopenie bessert sich in der Regel ebenfalls.
Ein Sonderfall ist der durch eine portale Hypertension entstehende Hyperplenismus. In diesem Fall kann eine Splenektomie zugunsten der Anlage eines portosystemischen Shunts ausbleiben.